# Everything Changes (álbum)
Everything Changes es el tercer álbum de estudio de la cantautora británica Lesley Duncan. Fue publicado en marzo de 1974 a través de GM Records.

## Grabación y contenido
Everything Changes se grabó en el otoño de 1973 I.B.C. Studios, en Londres, Inglaterra, por los ingenieros de audio Andy Knight y Hugh Jones. Everything Changes contenía un total de 10 canciones. Ocho de las canciones del álbum fueron escritas por la propia Duncan, y «Love Melts Away» y «Watch the Tears» con su entonces esposo Jimmy Horowitz, quien había producido sus primeros álbumes desde Sing Children Sing (1971). Los músicos incluía a la entonces estrella en ascenso Peter Frampton en la guitarra, al baterista Barry de Sousa, y a Sue Glover en los coros.

## Relanzamiento
El 19 de julio de 2019, RPM Retrodisc reeditó Everything Changes en CD junto con Moon Bathing (1975) y Maybe It's Lost (1977) en el álbum recopilatorio, Lesley Step Lightly: The GM Recordings Plus 1974–1982.

## Recepción de la crítica
Un escritor no especificado de Record & Radio Mirror escribió: “Everything Changes es Lesley en su mejor momento, aunque dice que lo mejor aún está por llegar. La música, la letra, los cantos son tan hermosos que lo convierten en uno de esos raros álbumes que puedes escuchar y escuchar y escuchar y de los que nunca te cansas. Su esposo, Jimmy Horowitz, ha coescrito algunos de los temas, además de tocar algunos y hacer los arreglos y la producción. El álbum no tiene una mala canción y aunque puede que no tenga ventas instantáneas para colocarlo en las listas, estoy seguro de que le irá mejor con el tiempo”.

## Lista de canciones
Todas las canciones escritas y compuestas por Lesley Duncan, excepto donde esta anotado. 
| Lado uno |                      |          |  |
| N.º      | Título               | Duración |  |
| 1.       | «My Soul»            | 3:25     |  |
| 2.       | «Broken Old Doll»    | 3:50     |  |
| 3.       | «The Serf»           | 3:54     |  |
| 4.       | «Hold On»            | 3:30     |  |
| 5.       | «Everything Changes» | 3:43     |  |

| Lado dos |                                            |          |  |
| N.º      | Título                                     | Duración |  |
| 1.       | «Love Melts Away» (Duncan, Jimmy Horowitz) | 3:40     |  |
| 2.       | «Sam»                                      | 2:55     |  |
| 3.       | «You»                                      | 4:23     |  |
| 4.       | «Watch the Tears» (Duncan, Horowitz)       | 4:20     |  |
| 5.       | «We'll Get By»                             | 4:43     |  |

## Créditos y personal
Créditos adaptados desde las notas de álbum de Everything Changes.
Músicos
- Lesley Duncan – voz principal, guitarra en «Broken Old Doll» y «Everything Changes»
- Jim Ryan – guitarra en «My Soul», «Broken Old Doll», «Love Melts Away», «You» y «We'll Get By», guitarra eléctrica en «Hold On» y «Sam»
- Bob Cohen – guitarra en «My Soul», «Broken Old Doll», «The Serf», «Love Melts Away», «You» y «We'll Get By», guitarra acústica en «Hold On» y «Sam», guitarra de doce cuerdas en «Hold On»
- Larry Steele – bajo eléctrico en «My Soul», «Broken Old Doll», «The Serf» y «Love Melts Away»
- Andy Brown – bajo eléctrico en «Hold On», «Everything Changes», «Sam», «You» y «We'll Get By»
- Jimmy Horowitz – piano en «My Soul», «Hold On», «Sam», «You» y «Watch the Tears», piano Rhodes en «The Serf» y «Love Melts Away», sintetizador Moog en «Love Melts Away»
- Barry de Sousa – batería en todas las canciones, percusión en «Hold On» y «Everything Changes»
- Liza Strike – coros en «My Soul, «Hold On» y «We'll Get By»
- Sue Glover – coros en «My Soul, «Hold On» y «We'll Get By»
- Peter Frampton – guitarra en «The Serf»

Personal técnico
- Jimmy Horowitz – productor, arreglos
- Andy Knight – ingeniero de audio
- Hugh Jones – ingeniero de audio
- Melvyn Abrahams – masterización
- Steve Campbell – fotografía
- CCS/Mike Gill – diseño de portada

## Posicionamiento
| Gráfica (2019)                                    | Pico de posición |
| ------------------------------------------------- | ---------------- |
| Reino Unido (UK Independent Album Breakers Chart) | 18               |